# Domenico Caracciolo

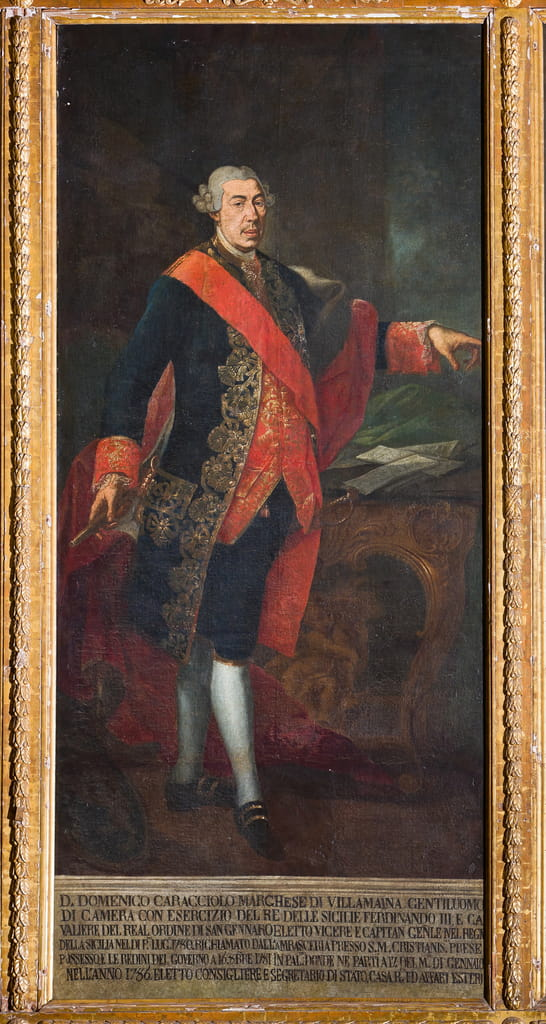
Gaetano Mangano - Viceroy Domenico Caracciolo (oil on canvas) (MeisterDrucke-1400718)

Domenico A. Caracciolo (Malpartida de la Serena, Badajoz, España, 12 de octubre de 1715 - Nápoles, Reino de Nápoles, 16 de julio de 1789) fue el III Marqués de Villamaina y Virrey de Sicilia. 
Hijo del militar italiano Tomaso Caracciolo (II Marqués de Villamaina y Marqués de Capriglia) y de María Alcántara Porras y Silva, fue bautizado en la parroquia Nuestra Señora de la Asunción. 
De su infancia y adolescencia poco se sabe. Lo que sí se puede afirmar es que a una edad temprana, ya en Italia, donde recibió su preparación intelectual, se convirtió en abogado.
La educación que había recibido dio sus frutos con el nombramiento como juez de la vicaría de Nápoles, cargo que le dio gran reputación y le sirvió como trampolín para llegar a otros todavía más importantes. 
En 1752, a la edad de 37 años, aceptó con recelo un recorrido diplomático por París y Madrid. A partir de ese momento, su carrera  como embajador empezó a crecer, y en 1754 aceptó el cargo de embajador en París, luego en Turín y después en Londres. Durante su estancia en esta última ciudad, fue nombrado miembro de la Royal Society el 23 de mayo de 1765. 
Volvió a París en 1771, y allí entabló una gran amistad con los enciclopedistas, de los que se empapó de nuevas corrientes reformistas, lo que provocó que se lo encasillara como “afrancesado” y reformista. Durante los años en que vivió en Francia, se relacionó con lo más granado de la sociedad europea y adquirió fama entre reyes, políticos y pensadores.
En 1781, Fernando IV de Borbón le nombra Virrey de Sicilia, cargo que ejerce hasta 1786. En esta época lleva a cabo muchas e importantes reformas que hacen que el mismo rey le haga Primer ministro de Nápoles. Pero su vida estaba llegando al final, y murió en Nápoles el 16 de julio de 1789, justo el año de comienzo de la Revolución Francesa, con la que llegarían las reformas por las que él había luchado en vida.